# NGC 2964
NGC 2964 is een balkspiraalstelsel in het sterrenbeeld Leeuw. Het hemelobject ligt ongeveer 58 miljoen lichtjaar (17,7×106 parsec) van de Aarde verwijderd en werd op 7 december 1785 ontdekt door de Duits-Britse astronoom William Herschel.

## Synoniemen
- UGC 5183
- IRAS09399+3204
- MCG 5-23-27
- KUG 0939+320
- ZWG 152.56
- KCPG 210A
- PGC 27777